# Дневной свет (фильм, 1996)
«Дневной свет» (англ. Daylight) — американский остросюжетный фильм-катастрофа снятый режиссёром Робом Коэном в 1996 году, о взрыве в автомобильном тоннеле Холланда под рекой Гудзон. В главной роли Сильвестр Сталлоне.

## Сюжет
Манхэттен. День. Конвою грузовиков, осуществляющему нелегальную перевозку токсичных отходов, сообщают, что на пути пробка. Чтобы сэкономить время, конвой решает ехать через тоннель. Точно такое же решение принимают и несколько остальных автомобилистов города.
Вечером того же дня некая банда преступников срывает большой куш, ограбив только что вышедшего из ювелирного магазина человека. Они быстро перекусывают наручники, скрепляющие его кисть и кейс, наполненный бриллиантами, и угоняют его автомобиль. Преступники цепляют на хвост полицейских, но вскоре полиция прекращает погоню, заметив, что грабители направляются в тоннель, и решает сообщить об этом охране со стороны Нью-Джерси, в надежде, что те разберутся. В это время конвой с автомобилистами успевают въехать в тоннель. Преступники, замешкавшись с бриллиантами, врезаются в грузовики. Столкновение приводит к взрыву гигантской силы: мощная взрывная волна разносит тоннель за считанные секунды. Повреждаются все шахты и проходы в его окрестностях, из строя выходит вся коммуникационная система, и тоннель блокируется с обеих сторон.
В живых остаётся дюжина испуганных людей, среди которых: один из постовых тоннеля, писательница, спортсмен из рекламы, семейная пара с дочерью, пожилая пара с собакой и несколько транспортируемых подростков-уголовников. На въезде в тоннель появляется Кит Латура, бывший глава спасатель-специалист по чрезвычайным ситуациям, а ныне обычный таксист. Он быстро входит в положение, встретив старого друга из бригады скорой помощи, не желающего иметь с ним дела, и направляется в Южный тоннель к бывшим коллегам. Южный тоннель так же оказывается частично разрушенным. Кит, облазивший каждый уголок этого тоннеля во время отрабатывания последствий террористических актов, предлагает план, заключающийся в обрушении потолка тоннеля, которое отрезало бы выживших от ядовитого пожара быстро съедающего весь кислород и позволившее бы выиграть время для спасения выживших. Однако, бывшие коллеги, включая нынешнего главу спец-операции Дэнниса Уилсона «Мистер Калифорния» и Фрэнка Крафта также не желают выслушивать Кита, поскольку считают, что нет смысла взрывать тоннель, который и так взорван. Кит направляется в здание управления.
В это время выжившие потихоньку начинают собираться в группу. Писательница Мадэлин Томпсон обнаруживает перевернувшийся запертый фургон с выжившими подростками-уголовниками. Она открывает клетку и выпускает всех, кроме Майки, находящегося в состоянии шока. Ей удаётся выманить его из клетки, но в это время с потолка падает оголённый искрящий кабель, а из под фургона начинает выливаться бензин. Мадэлин надевает на руки свои ботинки и ловит кабель резиновой подошвой, дав Майки возможность выйти из грузовика, но под ногами бензин, а у Мэдалин нету сил держать кабель. Джордж Тайрелл, выживший постовой тоннеля, быстро реагирует: находит полурабочую камеру и пытается попросить отключить электричество в тоннеле. Тем временем Кит приходит в здание управления и сквозь суматоху и помехи на одном из мониторов замечает Джорджа. Звука нет, но Кит понимает, что Джордж просит отключить электричество, однако главный управляющий тоннелем Норман Бассетт возражает, аргументируя это тем, что при обесточивании отключится система вентиляции, и тогда люди задохнутся от дыма, на что Кит отвечает, что вентиляция работает автономно. В итоге электричество всё же отключают, спасая тем самым Мадэлин. Передача прерывается.
В управлении появляется Фрэнк, сообщающий о том, что «Мистер Калифорния» погребён под обломками шахты в Южном тоннеле, и что операцией теперь руководит он. Кислорода в тоннеле хватит максимум на 3 часа, в связи с чем Кит решает предпринять отчаянную попытку спуститься в тоннель через вентиляционную систему, проходящую от самого здания к дорожному полотну, на что Фрэнк даёт добро. Во время подготовки Мадэлин ловит связь с Китом с помощью рации Джорджа и говорит, что спортсмен из рекламы Рой Норд знает, как выбраться: через проход в южный тоннель под руслом реки. Кит просит Мэдалин не пускать его, так как эта шахта слишком сильно пострадала от взрыва и может рухнуть в любой момент, но Мадэлин плохо слышит его, и Рой лезет внутрь. Перед спуском Грэйс Кэллоуэй, одна из диспетчеров тоннеля и возлюбленная Джорджа, просит Кита сказать ему, чтобы он отдал ей её браслет, который она оставила в его доме под кроватью.
Наконец Киту, пролезшему через огромные вентиляторы, удаётся пробраться в тоннель, однако выжившие не рады его приходу, поскольку он пришёл один, и вся надежда переходит на Роя. Кит пробирается в шахту к Рою и пытается уговорить его спуститься, но самонадеянный Рой отказывается и просит Кита начать переводить выживших в шахту. В этот момент к ним пробирается Винсент, один из подростков-уголовников, и в истерике просит Роя вытащить его, но Кит приказывает ему оставаться на месте. Тогда Кит, сказав Рою: «Надеюсь, у тебя получится», быстро начинает выбираться с парнем обратно. В эту же секунду шахта обрушивается, погребя Роя. Обрушение вызывает толчок, приводящий к мощному взрыву электропроводки стены тоннеля. Взрыв ранит Кадиима, чернокожего подростка-уголовника, один из обломков стены пропарывает ему живот насквозь, из-за чего он умирает. На глазах у огорченных автомобилистов, не успевших оправиться от одной трагедии, обрушивается потолок тоннеля. В тоннель начинает поступать ледяная речная вода. Все залезают на обугленные автомобили, чтобы не намокнуть и не пострадать от гипотермии. Кит посылает Джорджа проверить успехи спасателей со стороны Манхэттена и, объяснив выжившим свои дальнейшие действия, приступает к своему старому плану, попросив помощи у Мадэлин. Несмотря на запутавшийся электрозапал, план удаётся, и глина отрезает людей от огня и воды.
Тем временем спасатели и администрация тоннеля спорит с мэром и инженерами о том, что от выживших уже несколько часов ни слуху не духу, что они скорее всего погибли, и что нужно начинать разбирать развалины. «Тоннель — это артерия», — говорит Мэр. «Город истекает кровью. Попробуйте направить поток в полмиллиона человек, минуя этот тоннель, и вы столкнётесь с проблемой, которая вам и не снилась!». Фрэнку приходится слушаться. Возвращается ликующий Джордж. Спасатели уже откапывают их, но Кит возражает, так как работы могут повысить давление воды и полностью обрушить тоннель. В этот момент под Джорджем проваливается асфальт, и его придавливает пикап наполненный досками. У Джорджа сломана шея, он парализован и не может двигаться, яму заполняет вода. Кит вытаскивает шланг из двигателя, чтобы Джордж не захлебнулся водой. На помощь приходят остальные люди. Сообща им удаётся поднять пикап досками, по принципу рычага, и вытащить Джорджа.
Работы продолжаются. Кит ходит взад-вперёд, поскольку не знает, что делать дальше. Отрезать людей от ядовитого пожара было его единственным планом, о спасении уже не шло и речи. Мадэлин спрашивает, за что его уволили. Выясняется, что в 1995 году Кит был одним из первых, кто прибыл к горящему зданию в южном Бронксе. Его коллеги говорили, что люди внутри здания уже наверняка мертвы, но Кит разработал план спасения, который оказался ошибочным. Трое спасателей, включая брата Фрэнка, погибли, и Кита уволили с позором. Этот случай широко освещался в газетах.
В этот момент опасения Кита подтверждаются: давление воды на тоннель повышается из-за работ инженеров, и скорость её поступления возобновляется. Люди шокированы. Кит растерян, однако он вспоминает о макете тоннеля, который показывал Норман, и о запечатанных в 1972 году будках, в которых «Кроты» (ирландские строители тоннеля) отдыхали, хранили вещи и молились, и начинает расспрашивать о них парализованного Джорджа. Джордж вспоминает, что есть одна неопечатанная будка (Будка № 3) со стороны Нью-Джерси, и Кит в спешке отправляется на её поиски. Найдя будку, оказавшуюся часовней, Кит возвращается и просит людей переходить в сухое место, при этом сам остаётся наедине с Джорджем. Джордж просит оставить его в тоннеле и продвигаться дальше, «к дневному свету», на что Кит категорически не соглашается, обещая что-нибудь придумать, хотя и понимает, что другого выхода у него нет, так как с ним они никуда не смогут выбраться. Джордж отдаёт Киту браслет Грэйс и просит у неё прощения. Киту приходится оставить Джорджа умирать.
Кит приходит к людям и говорит, что Джордж скончался. Мэдалин понимает, что Кит солгал, но он не пускает её к нему. Кит велит всем сделать три глубоких вдоха, и люди начинают заплыв к будке. Во время заплыва пропадает собака пожилой пары — единственное напоминание об их умершем сыне. Люди спрашивают Кита: «что дальше?», на что он отвечает, что они сделали всё, что могли, и теперь они будут сидеть и ждать, пока их не найдут. Но вода никому не даёт покоя, и после очередного толчка в будку начинают набегать крысы. Все отходят к стене но Кит только взглянув на крыс понимает что те бегут наверх к воздуху, куда-то за подвесной крест на стене. Кит и Стивен — отец девочки, снимают крест и видят отверстие в стене: там ещё одна комната. В этот момент вода под давлением начинает с огромной скоростью заполнять будку, и все быстро начинают выбивать железные заклёпки на стене всеми подручными средствами, чтобы расширить отверстие. Кит замечает что жена пожилого Роджера Триллинга — Элеонор умерла от гипотермии и Роджер отказывается идти куда либо без неё. Тогда Кит говорит что больше никого не бросит и если Роджер останется то останется и он. Роджеру приходится оставить тело жены и продвигаться дальше со всеми.
Герои проходят в следующую комнату, которая оказывается лестницей, ведущей в какую-то канализационную систему. Вода настигает их и тут, сбив всех с ног. Поднявшись наверх, Кит слышит снизу лай: это пёс Роджера. Вокруг всё рушится, но Кит решается на отчаянный поступок и спускается за псом. В этот момент огромная навесная балка падает на лестницу и Кит срывается с неё. Он просит всех бросить его и уходить но они отказываются. Мадэлин пытается подать связанную из тряпок верёвку, но также срывается в воду. Кит пытается подняться по стене из породы наверх, но у него ничего не выходит. Люди не могут им помочь и, оставив обречённой паре фонарь, решают продвигаться дальше; следом за ними обваливается проход. Отчаявшаяся Мадэлин говорит что они так и останутся здесь умирать но Кит не теряет надежды. Они подплывают к полкам на которых «Кроты» хранили свои инструменты и берут запал. Кит хочет вернуться в самое начало, забраться на потолок тоннеля и взорвать слой грунта. Взрывная волна вызовет декомпрессию, и тогда, если повезёт, вместе с устремившимся вверх воздухом их вынесет на поверхность реки.
Тем временем Норман и Грэйс идут по парковке к своим автомобилям. Норман предлагает подвести Грэйс и вдруг слышит крики. Он отодвигает ящик с инструментами и бак и видит пальцы, просунутые через отверстия канализационного люка, — это выжившие. Команда медиков открывает люк и вытаскивает их, однако скорби Грэйс нет предела: Джорджа среди выживших не оказалось.
Обессиленные Кит и Мэдалин добираются до потолка. Кит устанавливает взрывчатку и говорит Мэдалин, что он ни за что бы их не бросил в этом месте. Они совершают последний заплыв в заполненный водой тоннель, ожидая взрыва. Взрывная волна с огромной скоростью выносит обоих из тоннеля наверх, где их подбирают ближайшие суда. Кита и Мэдалин везут по мостику к машинам скорой помощи. Кит останавливается, чтобы передать Грэйс её браслет. Мадэлин решает отправиться в больницу вместе с Китом, поскольку у неё «больше ничего нет». Кит соглашается, но только при одном условии: «Поедем через мост».

## В ролях
- Сильвестр Сталлоне — Кит Латура
- Эми Бреннеман — Мэделин Томпсон
- Вигго Мортенсен — Рой Норд
- Ванесса Белл Кэллоуэй — Грейс Кэллоуэй
- Дэн Хедайя — Фрэнк Крафт
- Джей О. Сандерс — Стивен Крайтон
- Карен Янг — Сара Крайтон
- Клер Блум — Элеонор Триллинг
- Реноли Сантьяго — Микки
- Колин Фокс — Роджер Триллинг
- Даниэль Харрис — Эшли Крайтон
- Сэйдж Сталлоне — Винсент
- Барри Ньюман — Норман Бассетт
- Розмари Форсайт — Миссис Лондон
- Стэн Шоу — Джордж Тайрелл

## Награды и номинации
- 1997 — Номинация на премию «Оскар» за «Лучший монтаж звуковых эффектов» (Ричард Л. Андерсон и Дэвид Эй Уиттакер)[3].